# Good Time Girl
Good Time Girl è un singolo del duo statunitense Sofi Tukker in collaborazione con la cantante Charlie Barker, pubblicato il 24 gennaio 2020 dall'etichetta discografica Ultra Music. La canzone è stata scelta per la sigla della serie televisiva The New Pope.

## Tracce
1. Good Time Girl